# 7 juillet 1998
Le mardi 7 juillet 1998 est le 188e jour de l'année 1998.

## Naissances
- Dylan Sprayberry, acteur américain
- Joseph Deng, athlète australien
- Richard Banusch, cycliste allemand

## Décès
- André Remondet (né le 2 juin 1908), architecte français
- Boniface Mwepu Katentakanya (né le 3 janvier 1917), homme d'État congolais
- Joseph Yvon (né le 28 août 1906), personnalité politique française
- Moshood Abiola (né en 1937), homme d'affaires et politicien nigerian

## Événements
- Création du centre européen de formation continue maritime